# Шато Линч-Баж

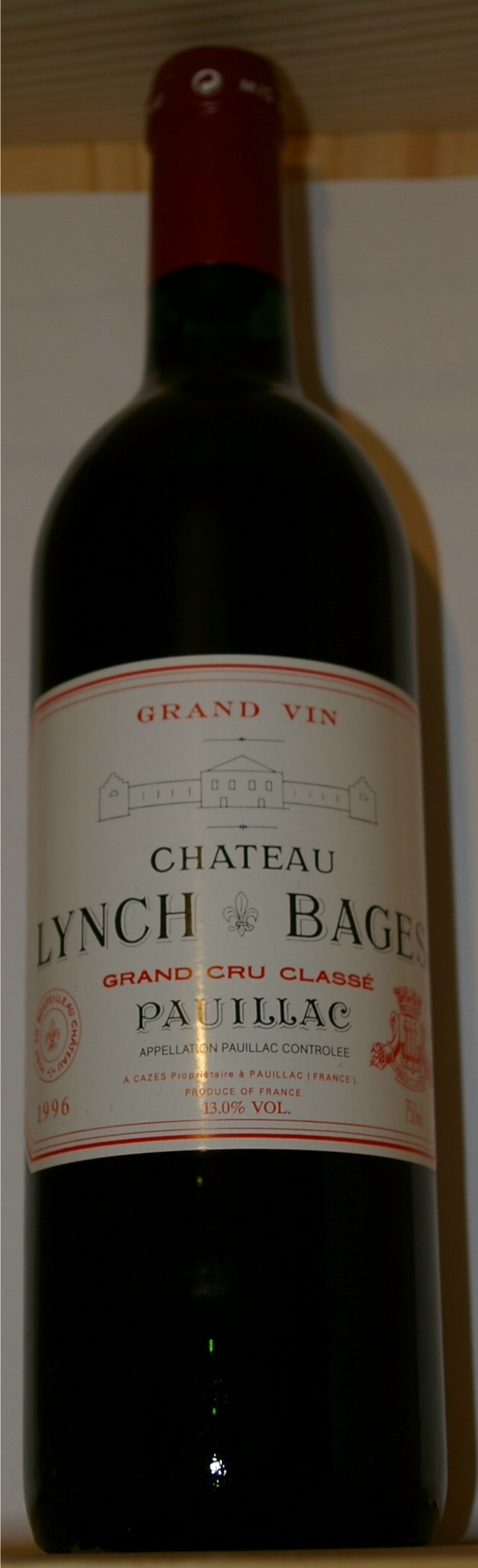
Château Lynch-Bages 1996

Шато Линч-Баж (фр. Chateau Lynch Bages) — поместье в аппелласьене Пойяк, субрегиона Медок, региона Бордо. На его винодельне производится красное сухое вино Chateau Lynch Bages, которое входит в пятую категорию вин согласно официальной классификации вин Бордо 1855 года.

## История
Первое упоминание поместья датируется 1728 годом, согласно которому оно было продано Бернардом Деженом Пьеру Дарийяру. Он был главным казначеем провинции Гийень. Сделка оплачивалась наличными — серебром и золотом. После смерти Дарийяра поместье досталось его сестре Элизабет. Тогда — в 1974 году — оно называлось Шато де Бадж. В 1975 она вышла замуж за Томаса Линча. Эта свадьба положила начало 75-летнему владению шато семейством Линчей.
Томас был сыном ирландского эмигранта Джона Линча. Отец бежал во Францию после поражения Якова II. Джон Линч жил в Бордо, где торговал шерстью и кожей. Он разбогател, стал уважаемым членом местного общества и женился на Гиймете Констант, которая родила ему двух сыновей, один из которых стал будущим владельцем поместья. Далее поместье перешло в собственность сыну Томаса и Элизабет — Жану-Батисту, когда у него состоялась свадьба. Ему пожаловали титул графа Линча при короле Людовике XVII. Жан-Батист был избран в палату пэров. В течение пяти лет — с 1809 по 1814 — он занимал пост мэра Бордо. Природная изворотливость позволила ему оставаться на этом посту даже будучи избранным в палату пэров. Политическая деятельность вынуждала Жана-Батиста подолгу отсутствовать в шато, которым в это время управляло его брат — Майкл Линч.
В 1824 году поместье было продано Себастьяну Жюрину. Он был успешным торговцем вином из Швейцарии, но вел свою деловую активность в основном в Бордо. В классификации вин 1855 года он упоминается в качестве владельца шато. Его семья построила нынешнее здание поместья. Позднее Жюрины перепродали его Жирому Кайяру — другому виноторговцу. В 1937 его семья перепродала шато семье Каз. Предки Казов жили в Пиренейских горах. Они оказались в Бордо во время нашествия филоксеры конца 19-го века. Единственным известным способом борьбы с ней на тот момент было опрыскивание инсектицидами. Делалось это при помощи 50-килограммового инструмента, напоминавшего большой шприц. Работа была тяжелая, и её выполняли пиринейцы. В какой-то момент семейство Казов отошло от непосредственной работы на земле и перешло к организации чужого труда. Осев в Пойяке, они переквалифицировались в пекарей, а позднее в страховщиков и виноделов. За три года до покупки шато Жан-Шарль Каз арендовал его у бывших владельцев. На тот момент он уже владел Шато Лез Орм де Пез (фр. Chateau Les Ormes de Pez). Он был хорошим виноделом и известным человеком во всем субрегионе. Умер Жан-Шарль в возрасте 95 лет в 1972 году.
С 1966 поместьем правил его сын Андрэ, который долгое время также был мэром Пойяка. Его сын Жан-Мишель вместе со своим другом Клодом Вебером — президентом компании АХА — основали инвестиционную компанию АХА Millesimes, которая стала вкладывать в винодельческие хозяйства по всему миру. Семейство по сей день занимается страховой деятельностью и страхует практически все винодельческие хозяйств Медока. Долгое время вино оставалось малоизвестным в мире и начало продвигаться по миру в начале восьмидесятых годов 20-го века. В 2019 году поместьем владел Жан-Шарль Каз — сын Жана-Мишеля. Он унаследовал его от отца в 2006 году в возрасте 32 лет. В 2017 он также купил поместье О Батайе. Кроме этого семья имеет отношение или владеет следующими винными брендами: Ormes de Pez (Сент Эстеф), Villa Bel-Air (Грав), L’Ostal Cazes, Xisto (Португалия), Tapanappa (Австралия).

## Поместье
Виноградники шато расположены на плато де Баж. Крупный гравий лежит на легкой глине и песке. Они переходят в более глубокие слои известняка, тяжелой глины, песка и камня. Площадь — 90 гектар. Основная часть посадки — каберне-совиньен. Вино выдерживается в бочках до 15 месяцев. Половину емкостей каждый год обновляют. Несмотря на использование классического метода производства, винодельня оборудована современной компьютерной техникой. Ежегодный объём выпускаемого вина — около 35 000 ящиков.

## Продукция винодельни
Несмотря на то, что вино Chateau Lynch Bages согласно классификации бордосских вин 1855 года относится в пятой категории (крю), считается, что его качество значительно превышает этот показатель. К примеру, на слепой дегустации 1955 года её участники не смогли отличить продукт винодельни от другого знаменитого вина из Пойяка — Шато Мутон-Ротшильд, которое относится к 1-й категории. Эксперты утверждают, что вина поместья по качеству скорее соответствует винам 2-й категории. В зависимости от урожая, Chateau Lynch Bages может стоить дороже, чем некоторые вина вторых крю.
От 15 % до 20 % продукции поставляется в США. Вино популярно среди игроков Национальной баскетбольной ассоциации.
Lynch Bages — красное сухое вино, флагманский бренд в линейке.
Echo by Lynch-Bages — второе вино.
Pauillac de Lynch-Bages — самое простое из линейки красных вин.
Blanc del Lynch-Bages — белое вино, которые начали производить в начале девяностых годов. Состав — 40 % совиньен-блан, 40 % семильен, 20 % мускадель.